# Psilopogon australis
Megalaima australis là một loài chim trong họ Megalaimidae.